# 島村千草
島村 千草（しまむら ちぐさ、本名同じ、1976年12月11日 - ）は、日本のファッションモデル、女優である。東京都出身。

## 人物
雑誌CUTiEのモデルとしてデビュー。CUTiE、olive、装苑、SEDA、Zipperなどの雑誌に登場。モデル業のほか、独特の雰囲気をいかし、女優やCMタレントとしても活躍。1990年代後半に一時引退したが、芸能活動を再開し、モデル・女優として活動している。
特技は、水泳。趣味は、映画鑑賞、音楽鑑賞、芸術・建築鑑賞、旅、読書。

## 出演作品

### テレビドラマ
- ラブラブ・トンマ計画（1995年、テレビ新広島）- 由美子役
- ハートにS 第10回「ただいま工事中」（1995年6月12日、フジテレビ）- 山岸美緒役
- しんドラ「トライアングル・ラバーズ」（1995年10月3日 - 31日 日本テレビ）
- ガールズplus1（1996年4月22日 - 9月30日、フジテレビ）- ヒナ役
- ギフト（1997年4月16日 - 6月25日、フジテレビ）- 畠山菊江役

### 映画
- 夏時間の大人たち（1997年、中島哲也監督）- 夏子役

### ラジオ番組
- Saturday on the way（1995年、Nack5）

### CM
- NTTDoCoMo「パルフィーV」「カードV」（1994年）
- 日本マクドナルド「ダブルチーズバーガー」（1994-95年）
- ベネッセ「進研ゼミ大学進学講座」（1995年）
- アサヒ飲料「三ツ矢サイダー」（1995年）
- 森永製菓「ハイチュウ」（1995年）
- カルビー「カップシリアル」（1996年）
- 花王「8×4」（1996年）
- ソニー
  - 「プレイステーション」（1996年）
  - 「プレイステーション RAGE RACER」（1997年）
- グリコ乳業「朝食りんごヨーグルト」（2002年）
- サンウエーブ「システムキッチン サンヴァリエ・ピット」（2008年、小林海人・中村奈沙と共演）

### 舞台
- ardy『夢十夜/第二夜〜SATORI?〜』（2005年10月・12月、西麻布bullet's）